# Loretta Tofani
Loretta Tofani (Nueva York, 5 de febrero de 1953) es una periodista estadounidense galardonada con el Premio Pulitzer en 1983 al mejor reportaje de investigación que evidenció casos de abuso sexual cometidos en la correccional de Prince George's en el condado de Maryland EUA.

## Biografía
En 1975, Tofani se recibió de la carrera de periodismo de la Universidad de Fordham y obtuvo un máster de la Universidad de California, Berkeley. En 1983, fue becada para estudiar en Japón.
En 1982, trabajando para el  The Washington Post , escribió una serie de artículos de investigación sobre una banda de violadores que operaban dentro de la cárcel Prince George en el condado de Maryland en los Estados Unidos, misma que le valió el Premio Pulitzer de Periodismo de Investigación 1983.
La serie fue notable por su documentación: pues se obtuvieron registros médicos de las víctimas, así como entrevistas tanto de estas como de los violadores. Generando una reforma dentro de las penitenciarias del estado como resultado de su historia.
Después de nueve años en el The Washington Post, en 1987, Tofani se convirtió en reportera del  The Philadelphia Inquirer  sirviendo como jefe de la oficina del periódico con sede en Beijing, China desde 1992 hasta 1996. Escribiendo para el Inquirer durante los siguientes 14 años. Durante los cuales obtuvo premios nacionales en The Philadelphia Inquirer, y fue finalista para otro premio Pulitzer. Mudándose con su familia a Utah en 2001.
Loretta Tofani tras haber sido corresponsal extranjera en China en la década de 1990, dejó el periodismo y comenzó un negocio de importación en donde de primera mano observó las condiciones de trabajo en las fábricas chinas que fabricaban productos se dirigidos a los Estados Unidos. En donde de primera mano, fue testigo de las condiciones de los trabajadores en donde muchos eran sometidos a manipular sustancias cancerígenas sin máscaras o equipos de ventilación alguno, así como de accidentes graves en donde los trabajadores perdían extremidades debido a que carecían de la seguridad adecuada para el manejo de la maquinaria.
Tofani cerró su negocio y comenzó a reportar la historia.
Como periodista independiente en el 2007, Tofani escribió la serie periodística, American Imports, Chinese Deaths.

Las seis historias mostraron que millones de trabajadores de las fábricas chinas laboraban con sustancias peligrosas y en un ambiente riesgoso, contrayendo enfermedades mortales y accidentes como amputaciones de miembros al tiempo que miles de productos de los EE. UU. elaborados por trabajadores chinos demostraban el precio real de los bienes económicos de Estados Unidos.Manteniendo sus informes, viajó a China para entrevistar a los trabajadores, obteniendo registros médicos y esquivando a los funcionarios de seguridad del Estado tratando de acosarla.
La serie, anteriormente rechazada por varios diarios de los Estados Unidos, finalmente fue publicada en  The Salt Lake Tribune  (http://extras.sltrib.com/china/); resultado de cinco viajes a China con becas financiadas por el Centro Pulitzer al igual que la fundación Dick Goldensohn de Periodismo de Investigación.
Actualmente vive en Boise, Idaho.

## Premios y reconocimientos
- Premio Pulitzer en 1983, al mejor reportaje de investigación local.
- Premio de Reporteros y Editores de Investigación , 1983 y 2008.
- Premio por periodismo de investigación, 1983 y 2008 por la Sociedad de Periodistas Profesionales.
- Premio Michael Kelly de la Compañía de Medios Atlántico, 2008.
- Mención Honorífica por parte del Consorcio Internacional de Periodistas de Investigación, 2008.
- Premio Daniel Pearl Sobresaliente Internacional de Periodismo de Investigación, 2008.